# سمير حباشنة
سمير حباشنة (مواليد بيت لحم في نيسان 1951) سياسي أردني بارز، شغل مواقع وزارية وبرلمانية عدة، منها وزير الداخلية في حكومتين متتاليتين خلال الفترة ٢٠٠٣ إلى ٢٠٠٥، ووزير الزراعة ووزير الدولة  العام ٢٠١١، ووزير الثقافة خلال الفترة ١٩٩٥-١٩٩٦. انتخب لعضوية مجلس النواب الأردني الثالث عشر العام ١٩٩٣ عن محافظة الكرك، وعيّن في مجلس الأعيان لثلاث دورات خلال الأعوام ٢٠٠١-٢٠٠٨. 

## حياته
حصل الحباشنة على درجة البكالوريوس في الهندسة الزراعة من جامعة بغداد عام 1975، وعمل في الجمعية التعاونية الزراعية، ثم مستشارا في وزارة الشباب وذلك عام 1992. في عام 1993، أصبح نائبا في مجلس النواب، ممثلا عن الجنوب تحديدا محافظة الكرك. تم تعيينه وزيرا للثقافة عام 1995، وأصبح عضوا في مجلس الشيوخ عام 2001. كان عضوا في اللجنة الأردنية العليا وعضوا في لجنة الأحزاب الأردنية. شغل منصب وزير الداخلية حتى أبريل 2005.